# Borba de Godim
Borba de Godim is een plaats (freguesia) in de Portugese gemeente Felgueiras en telt 2340 inwoners (2001).